# Бранко Вукичевич
Бранко Вукичевич (18 грудня 1961) — югославський баскетболіст.
Бронзовий призер Олімпійських Ігор 1984 року.
Переможець Середземноморських ігор 1983 року.
Срібний призер Юнацького чемпіонату Європи (U-18) 1980 року.